# Charlotte's Web
|  | Per a altres significats, vegeu «Charlotte's Web (desambiguació)». |

Charlotte's Web (literalment en català "La teranyina de la Carlota") és una novel·la de 1952 escrita per E. B. White i il·lustrada per Garth Williams.
La novel·la narra la història d'un porc anomenat Wilbur, i la seva amistat amb una aranya anomenada Charlotte. Quan Wilbur està en perill de ser sacrificats per l'agricultor, Charlotte escriu missatges lloant Wilbur (com "Some Pig") en la seva teranyina per tal de persuadir els agricultors que li permetés viure.
Escrit en l'estil sec i de baix perfil de White, Charlotte's Web és considerat un clàssic de la literatura infantil, agradable per a adults i nens. La descripció de l'experiència de gronxar en un gronxador de corda a la granja és un exemple citat amb freqüència de ritme en l'escriptura, ja que el ritme de les frases reflecteix el balanceig. Publishers Weekly llista el llibre com el llibre per a nens millor venut de tots els temps després de l'any 2000.
Charlotte's Web va ser adaptada a una pel·lícula animada per Hanna-Barbera Productions i Sagittarius Productions en 1973. Paramount va llançar una seqüela directament per a vídeo, Charlotte's Web 2: Wilbur's Great Adventure en els Estats Units en 2003 (Universal va publicar la pel·lícula internacionalment). Una versió cinematogràfica amb actors de la història original d'E. B. White es va llançar el 15 de desembre de 2006. Un videojoc d'aquesta adaptació també es va llançar el 12 de desembre.

## Argument
Wilbur és un porquet que neix d'una ventrada de cinc, però és molt petit, i el seu amo decideix matar-lo. Quan seva filla Fern Arable s'adona que el seu pare planeja matar les noves cries d'un porc, l'aconsegueix convèncer que no ho faci. Li dona la petita cria a Fern, qui l'anomena Wilbur i el cria com la seva mascota. Però quan Wilbur es fa adult, Fern es veu forçada a portar-lo a la granja de Zuckerman, on serà preparat per a un sopar previst.
Charlotte, una aranya que viu a dalt del lloc on es troba Wilbur; es fan amics i ella decideix ajudar-lo perquè no sigui menjat. Amb l'ajuda dels altres animals de l'estable, incloent a una rata anomenada Templeton, Charlotte tractés de convèncer a la família que Wilbur és un animal especial. Charlotte comença ajudant-lo escrivint en les seves teranyines diverses frases sobre l'espectacular que és Wilbur. Així doncs, comença la història centrada en el petit porc i els amics que fa a la seva nova granja, especialment l'aranya Charlotte.